# 迪韦尔热定律
迪韦尔热定律 （英語：Duverger's law），簡而言之，是指简单相对多数決選制会产生两党制；而赞同投票制有利于产生第三大党，比例代表制有利于产生小党（均为多党制），由法国政治学家莫里斯·迪韦尔热最先提出。

## 概述
实施单一选区相对多数制的地区，会经常出现“迪韦尔热定律”。因为原本支持小党者为了避免自己手上的选票遭到浪费，从而自动“理性地”转移给大党（在台灣政治中這種行為通常被稱作「棄保效應」），导致小型政党失去了生存空间；其次，与此同时，主要大党也不断扩充其总括性特征，即尽可能地将所有政见都吸纳进来，也加剧了迪韦尔热定律发生。